# M/T Četiri zvonika
M/T Četiri zvonika je trajekt hrvatske brodarske tvrtke Rapska plovidba. Sagradjen je u kraljevičkom Dalmontu. Trajekt je dug 79 metara, širok 17,5 metara, s kapacitetom prijevoza 99 osobnih automobila i 594 putnika.
S ukupnom snagom porivnih motora od 1.788 kilovata postiže maksimalnu brzinu od 12,5 čvorova, a prosječno vrijeme plovidbe između Stinice i 1,9 nautičkih milja udaljenog Mišnjaka bit će ispod 15 minuta.
S ovom novogradnjom, Rapska plovidba će na toj liniji imati ukupno četiri trajekta, a riječ je o desetom trajektu u povijesti ove brodarske tvrtke.
M/T Četiri zvonika, prva je novogradnja brodogradilišta Dalmont iz Kraljevice.